# Ясвилы (гмина)
Ясвилы (пол. Jaświły) — сельская гмина (волость) в Польше, входит как административная единица в Монькский повет Подляского воеводства. Население — 5423 человека (на 2011 год). Административный центр гмины — деревня Ясвилы.

## Демография
Данные по переписи 2011 года:
| Перепись            | Всего | Мужчины | Женщины |
| ------------------- | ----- | ------- | ------- |
| Всего               | 5423  | 2786    | 2622    |
| Городское население | 0     | 0       | 0       |
| Сельское население  | 5423  | 2786    | 2622    |

## Поселения
1. Багно
2. Бобрувка
3. Бжозова
4. Дзенчолово
5. Гурбиче
6. Ядешки
7. Ясвилки
8. Ясвилы
9. Микицин
10. Моцеше
11. Монюшки
12. Нове-Долистово
13. Радзе
14. Ромейки
15. Рутковске-Дуже
16. Рутковске-Мале
17. Долистово-Старе
18. Староволя
19. Стожново
20. Шацилы
21. Шпаково
22. Забеле

## Соседние гмины
1. Гмина Гонёндз
2. Гмина Ясёнувка
3. Гмина Корыцин
4. Гмина Моньки
5. Гмина Суховоля
6. Гмина Штабин